# Scopula junctaria
The Simple Wave (Scopula junctaria),là một loài bướm đêm thuộc họ Geometridae. Nó được tìm thấy ở the whole of Canada và miền bắc Hoa Kỳ, phía nam đến Maryland, Arizona và California.
Sải cánh dài 20–26 mm. Con trưởng thành bay từ late tháng 5 đến tháng 8. Có một lứa một năm.
Ấu trùng ăn various plants, bao gồm chickweed, clover và cây đu.

## Phụ loài
- Scopula junctaria junctaria
- Scopula junctaria quinquelinearia
- Scopula junctaria johnstonaria